# Pleurophorus torretassoi
Pleurophorus torretassoi är en skalbaggsart som beskrevs av Schatzmayer 1930. Pleurophorus torretassoi ingår i släktet Pleurophorus och familjen Aphodiidae. Inga underarter finns listade i Catalogue of Life.